# Večernjaja Moskva
Večernjaja Moskva (in russo Вечерняя Москва?) è un quotidiano russo, uno dei più venduti a Mosca.